# Harder Than Easy
Harder Than Easy è il secondo album in studio del cantante inglese di origine italiana Jack Savoretti, pubblicato nel 2009.

## Tracce
1. Map of the World
2. Wonder
3. Northern Sky
4. Lost America
5. Mother
6. Songs from Different Times
7. Russian Roulette
8. Breaking News
9. Harder Than Easy
10. Patriot